# Wasilij Taratuta
Wasilij Nikołajewicz Taratuta (ros. Василий Николаевич Таратута, ur. 3 kwietnia 1930, zm. 8 listopada 2008 w Moskwie) – radziecki polityk i dyplomata narodowości ukraińskiej.

## Życiorys
W 1955 ukończył Ukraińską Akademię Rolniczą, od 1957 był członkiem KPZR i funkcjonariuszem partyjnym, w latach 1966–1967 był sekretarzem Komitetu Obwodowego KPU w Winnicy. Od grudnia 1967 do 19 maja 1970 przewodniczący Komitetu Wykonawczego Winnickiej Rady Obwodowej, od 7 maja 1970 do 3 marca 1983 I sekretarz Komitetu Obwodowego KPU w Winnicy, od 9 kwietnia 1983 do 1991 ambasador nadzwyczajny i pełnomocny ZSRR w Algierii, w latach 1971–1976 zastępca członka, a 1976–1990 członek KC KPZR. Deputowany do Rady Najwyższej ZSRR od 8. do 10. kadencji.